# Dieter Ahrendt
Dieter Ahrendt (* 16. Februar 1936) ist ein ehemaliger deutscher Fußballspieler. Für den VfB Stuttgart hat Ahrendt von 1957 bis 1961 in der damals erstklassigen Fußball-Oberliga Süd 29 Ligaspiele absolviert.

## Sportliche Laufbahn
Ahrendt spielte bereits in der Jugend für den VfB Stuttgart. Zur Saison 1957/58 wurde er in den Kader der ersten Mannschaft in der Oberliga Süd übernommen. Daneben verpflichtete der VfB noch die zwei vormaligen Olympia-Amateure aus dem Jahr 1956 Rolf Geiger (Stuttgarter Kickers) und Rudolf Hoffmann (Viktoria Aschaffenburg). Da beide hoffnungsvollen Neuzugänge wegen verbotener finanzieller Zuwendungen eine mehrmonatige Sperre durch den DFB zu verbüßen hatten, verlief die Oberligarunde unbefriedigend und endete mit dem 9. Rang. Der vormalige Jugendspieler Ahrendt kam unter Trainer Georg Wurzer am 8. Dezember 1957 bei einem 1:1 bei Jahn Regensburg zu seinem Debüt in der Oberliga Süd. Er spielte rechter Außenläufer an der Seite von Rolf Blessing und Wolfgang Simon. In seiner zweiten Runde, 1958/59, kam er nur in einem Spiel in der Verbandsrunde zum Einsatz. Im letzten Trainerjahr von Georg Wurzer, 1959/60, gehörte Ahrendt dagegen mit 18 Ligaeinsätzen zum Kreis der Stammspieler und der VfB belegte den siebten Rang. Unter Wurzer-Nachfolger Kurt Baluses reichte es 1960/61 lediglich zu zwei Einsätzen; der letzte Oberligaeinsatz datiert vom 26. Februar 1961 bei einem 2:2-Auswärtsremis gegen den 1. FC Nürnberg. Vor Torhüter Günter Sawitzki bildete er dabei mit Rolf Eisele das Verteidigerpaar.
In der Saison 1961/62 kam er nicht mehr zum Einsatz; im Februar 1962 beendete er seine Laufbahn als Fußballspieler.

## Erfolge
- DFB-Pokalsieger 1958 (ohne Einsatz)